# Torneo Guard1anes 2020 Liga de Expansión
El Torneo Guard1anes 2020 (también llamado Torneo Apertura 2020) fue el primer torneo de la Liga de Expansión MX, una liga de fútbol fundada en el año 2020 como parte del "Proyecto de Estabilización", el cual tiene como objetivo rescatar a los equipos de la Liga de Ascenso de México con problemas financieros y evitar de esta forma la desaparición de la Segunda División en México. El Tampico Madero se convirtió en el primer campeón en la historia de la competición.

## Cambios
- El Atlante Fútbol Club se trasladó a jugar a la Ciudad de México, abandonando Cancún.[1]
- El Club Atlético Zacatepec solicitó cambio de nombre y sede, pasó a jugar en Morelia con el nombre Atlético Morelia.[2]
- El primer equipo de Cafetaleros de Chiapas se trasladó a Cancún, en donde jugará como Cancún Fútbol Club.[3]
- Club Deportivo Tapatío y Pumas Tabasco entraron a la Liga como equipos filiales de la Liga MX.[4]
- Dos clubes de la Liga Premier de México fueron aceptados en la Liga de Expansión.[4] Siendo estos Tepatitlán Fútbol Club  y Tlaxcala Fútbol Club.[5]

## Sistema de competición
El torneo de la Liga de Expansión MX, está conformado en dos partes:
- Fase de calificación: Se integra por las 15 jornadas del torneo.
- Fase final: Se integra por los partidos de cuartos de final, semifinal y final, más conocida como liguilla.

### Fase de clasificación
En la fase de clasificación se observará el sistema de puntos. La ubicación en la tabla general está sujeta a lo siguiente:
- Por juego ganado se obtendrán tres puntos.
- Por juego ganado como visitante se obtendrá cuatro puntos, sin embargo existirá un límite de puntos posibles, únicamente se podrán conseguir en los primeros siete partidos como visitante de cada club.[6]
- Por juego empatado se obtendrá un punto.
- Por juego perdido no se otorgan puntos.

En esta fase participan los 16 clubes de la Liga de Expansión MX jugando en cada torneo todos contra todos durante las 15 jornadas respectivas, a un solo partido.
El orden de los clubes al final de la fase de calificación del torneo corresponderá a la suma de los puntos obtenidos por cada uno de ellos y se presentará en forma descendente. Si al finalizar las 15 jornadas del torneo, dos o más clubes estuviesen empatados en puntos, su posición en la tabla general será determinada atendiendo a los siguientes criterios de desempate:
1. Mejor diferencia entre los goles anotados y recibidos y goles.
2. Mayor número de goles anotados.
3. Marcadores particulares entre los clubes empatados.
4. Mayor número de goles anotados como visitante.
5. Mejor ubicado en la tabla general de cociente
6. Tabla Fair Play
7. Sorteo.

Para determinar los lugares que ocuparán los clubes que participen en la fase final del torneo se tomará como base la tabla general de clasificación.
Participan automáticamente por el título de Campeón de la Liga de Expansión MX, los 12 primeros clubes de la tabla general de clasificación al término de las 17 jornadas, el primer lugar general se clasifica directamente a las semifinales, mientras que el segundo se clasifica directamente a los cuartos de final.

### Fase final
Previo a la ronda de cuartos de final, habrá una fase de reclasificación en la que participarán los clubes ubicados entre las posiciones 3 y 12 de la tabla general. Jugarán el 3 vs. el 12, el 4 vs. el 11, 5 vs. 10, 6 vs 9 y 7 vs 8. Las eliminatorias se jugarán a un partido, en el estadio del club mejor ubicado en la tabla general. Los 5 clubes ganadores se reubicarán en los lugares del 3 al 7, según su posición en la tabla, para jugar la etapa de cuartos de final. El equipo ubicado en el segundo lugar de la tabla general del torneo regular clasificará de manera directa a la misma fase. Mientras que el líder de la tabla general jugará las semifinales directamente.
Los siete clubes calificados para esta fase del torneo serán reubicados de acuerdo con el lugar que ocupen en la tabla General al término de la Jornada 17, con el puesto del número uno al club mejor clasificado, y así hasta el número 7. Los partidos a esta fase se desarrollarán a visita, en las siguientes etapas:
- Cuartos de final
- Semifinales
- Final

Los siete clubes calificados para cuartos de final serán reubicados de acuerdo con el lugar que ocupen en la tabla General al término de la jornada 17, con el puesto del número dos al segundo club mejor clasificado, y así hasta el número 7. Los partidos a esta fase se desarrollarán a visita, en las siguientes etapas:
Los clubes vencedores en los partidos de cuartos de final y semifinal serán aquellos que en los dos juegos anoten el mayor número de goles. De existir empate en el número de goles anotados, la posición se definirá a favor del club con mayor cantidad de goles a favor cuando actúe como visitante. Aplicarán las mismas normativas para el orden de enfrentamientos la ronda de semifinales y final.
Si una vez aplicado el criterio anterior los clubes siguieran empatados, se observará la posición de los clubes en la tabla general de clasificación.
Los partidos correspondientes a las fases de visita recíproca se jugarán obligatoriamente los días miércoles y sábado, y jueves y domingo eligiendo, en su caso, exclusivamente en forma descendente, los cuatro clubes mejor clasificados en la tabla general al término de la jornada 17, el día y horario de su partido como local. Los siguientes cuatro clubes podrán elegir únicamente el horario.
El club vencedor de la final y por lo tanto Campeón, será aquel que en los dos partidos anote el mayor número de goles. Si al término del tiempo reglamentario el partido está empatado, se agregarán dos tiempos extras de 15 minutos cada uno. De persistir el empate en estos periodos, se procederá a lanzar tiros penales hasta que resulte un vencedor.
Los partidos de cuartos de final se jugarán de la siguiente manera:
2.° vs 7.°
3.° vs 6.°
4.° vs 5.°

En las semifinales participarán los cuatro clubes vencedores de cuartos de final, reubicándolos del uno al cuatro, de acuerdo a su mejor posición en la tabla General de clasificación al término de la jornada 17 del torneo correspondiente, enfrentándose:
1.° vs 4.°
2.° vs 7.°

Disputarán el título de Campeón del Torneo de Apertura 2020, los dos clubes vencedores de la fase semifinal correspondiente, reubicándolos del uno al dos, de acuerdo a su mejor posición en la tabla general de clasificación al término de la jornada 15 de cada Torneo.

## Información de los clubes
| Club             | Entrenador              | Ciudad                         | Estadio                      | Capacidad | Fundación       | Patrocinador          | Kit          |
| ---------------- | ----------------------- | ------------------------------ | ---------------------------- | --------- | --------------- | --------------------- | ------------ |
| Atlante          | Mario García Covalles   | Ciudad de México               | Ciudad de los Deportes       | 33 000    | 1918 (106 años) | Betcris               | UIN Sports   |
| Atlético Morelia | Ricardo Valiño          | Morelia, Michoacán             | Morelos                      | 34 795    | 1950 (75 años)  | Akron                 | Keuka        |
| Cancún           | Christian Giménez       | Cancún, Quintana Roo           | Olímpico Andrés Quintana Roo | 18 844    | 2020 (5 años)   | Cancún / Riviera Maya | Keuka        |
| Celaya           | Israel Hernández        | Celaya, Guanajuato             | Miguel Alemán Valdés         | 23 182    | 1954 (71 años)  | Bachoco               | Keuka        |
| Cimarrones       | Gabriel Ernesto Pereyra | Hermosillo, Sonora             | Héroe de Nacozari            | 18 747    | 2013 (12 años)  | Yiuppi                | Keuka        |
| Correcaminos UAT | Roberto Hernández       | Ciudad Victoria, Tamaulipas    | Marte R. Gómez               | 10 520    | 1980 (45 años)  |                       | Silver Sport |
| Dorados          | David Patiño            | Culiacán, Sinaloa              | Banorte                      | 23 000    | 2003 (22 años)  | Coppel                | Charly       |
| Leones Negros    | Jorge Dávalos           | Guadalajara, Jalisco           | Jalisco                      | 55 020    | 1970 (55 años)  | Electrolit            | Umbro        |
| Oaxaca           | Óscar Torres            | Oaxaca, Oaxaca                 | Tecnológico de Oaxaca        | 14 598    | 2012 (12 años)  | Ópticas América       | Silver Sport |
| Pumas Tabasco    | Humberto González       | Villahermosa, Tabasco          | Olímpico de Villahermosa     | 12 000    | 2020 (5 años)   | DHL                   | Nike         |
| Tampico Madero   | Gerardo Espinoza        | Tampico Madero, Tamaulipas     | Tamaulipas                   | 19 667    | 1982 (42 años)  | Nexum                 | Charly       |
| Tapatío          | Alberto Coyote          | Zapopan, Jalisco               | Akron                        | 49 850    | 1973 (52 años)  | Caliente              | Puma         |
| Tepatitlán       | Francisco Ramírez       | Tepatitlán de Morelos, Jalisco | Tepa Gómez                   | 10 000    | 1944 (81 años)  | Pacífica              | Carrara      |
| Tlaxcala         | Irving Rubirosa         | Tlaxcala, Tlaxcala             | Tlahuicole                   | 12 000    | 2014 (10 años)  | Grupo Providencia     | Keuka        |
| Venados          | Carlos Gutiérrez        | Mérida, Yucatán                | Carlos Iturralde             | 15 087    | 1988 (37 años)  | Yucatán               | U-Sports     |
| Zacatecas        | Alexis Moreno           | Zacatecas, Zacatecas           | Carlos Vega Villalba         | 20 068    | 2014 (11 años)  | Fresnillo plc         | Spiro        |

Datos actualizados al 16 de agosto de 2020.

### Equipos por Entidad Federativa
| Estado           | N.º | Equipos                              |
| ---------------- | --- | ------------------------------------ |
| Jalisco          | 3   | U. de G., Tepatitlán FC y CD Tapatío |
| Tamaulipas       | 2   | Correcaminos UAT y Tampico Madero    |
| Guanajuato       | 1   | Celaya                               |
| Ciudad de México | 1   | Atlante                              |
| Michoacán        | 1   | Morelia                              |
| Oaxaca           | 1   | Oaxaca                               |
| Quintana Roo     | 1   | Cancún                               |
| Sinaloa          | 1   | Dorados                              |
| Sonora           | 1   | Cimarrones                           |
| Tabasco          | 1   | Pumas Tabasco                        |
| Tlaxcala         | 1   | Tlaxcala                             |
| Yucatán          | 1   | Venados                              |
| Zacatecas        | 1   | Mineros                              |

### Estadios
|                                                                                                |                                                                                          |                                                                                           |
|                                                                                                |                                                                                          |                                                                                           |
| Estadio Jalisco Ciudad: Guadalajara Capacidad: 55.020 Club: Universidad de Guadalajara         | Estadio Akron Ciudad: Zapopan Capacidad:49.850 Club: Club Deportivo Tapatío              | Estadio Morelos Ciudad: Morelia Capacidad: 34.795 Club: Atlético Morelia                  |
|                                                                                                |                                                                                          |                                                                                           |
| Estadio de la Ciudad de los Deportes Ciudad: Ciudad de México Capacidad: 33.000 Club: Atlante  | Estadio Miguel Alemán Valdés Ciudad: Celaya Capacidad: 23.182 Club: Celaya               | Estadio Banorte Ciudad: Culiacán Capacidad: 23.000 Club: Dorados de Sinaloa               |
|                                                                                                |                                                                                          |                                                                                           |
| Estadio Carlos Vega Villalba Ciudad: Zacatecas Capacidad: 20.068 Club: Mineros de Zacatecas    | Estadio Tamaulipas Ciudad: Tampico, Ciudad Madero Capacidad: 19.667 Club: Tampico Madero | Estadio Héroe de Nacozari Ciudad: Hermosillo Capacidad: 18.747 Club: Cimarrones de Sonora |
|                                                                                                |                                                                                          |                                                                                           |
| Estadio Olímpico Andrés Quintana Roo Ciudad: Cancún Capacidad: 18.844 Club: Cancún Fútbol Club | Estadio Carlos Iturralde Rivero Ciudad: Mérida Capacidad: 15.087 Club: Venados           | Estadio Tecnológico de Oaxaca Ciudad: Oaxaca Capacidad:14.598 Club: Alebrijes de Oaxaca   |
|                                                                                                |                                                                                          |                                                                                           |
| Estadio Olímpico de Villahermosa Ciudad: Villahermosa Capacidad: 12.000 Club: Pumas Tabasco    | Estadio Tlahuicole Ciudad:Tlaxcala Capacidad: 12.000 Club: Tlaxcala Fútbol Club          | Estadio Marte R. Gómez Ciudad: Ciudad Victoria Capacidad: 10.520 Club: Correcaminos UAT   |
|                                                                                                |                                                                                          |                                                                                           |
| Estadio Tepa Gómez Ciudad: Tepatitlán Capacidad: 10.000 Club: Tepatitlán Fútbol Club           |                                                                                          |                                                                                           |

## Torneo regular
- El Calendario completo según la página oficial.
- Los horarios son correspondientes al Tiempo del Centro de México (UTC-6 y UTC-5 en horario de verano).[7]

| Jornada 1    | Jornada 1 | Jornada 1        | Jornada 1              | Jornada 1        | Jornada 1 | Jornada 1    | Jornada 1  | Jornada 1 | Jornada 1 |
| Local        | Resultado | Visitante        | Estadio                | Fecha            | Hora      | Espectadores | Amonestado | Expulsado |           |
| ------------ | --------- | ---------------- | ---------------------- | ---------------- | --------- | ------------ | ---------- | --------- | --------- |
| Tapatío      | 0 - 2     | Cimarrones       | Akron                  | 18 de agosto     | 17:00     | 0            | 2          | 0         |           |
| Oaxaca       | 1 - 0     | Leones Negros    | Tecnológico de Oaxaca  | 18 de agosto     | 19:05     | 0            | 4          | 0         |           |
| Dorados      | 1 - 2     | Celaya           | Banorte                | 18 de agosto     | 21:05     | 0            | 8          | 0         |           |
| Tepatitlán   | 2 - 2     | Atlético Morelia | Gregorio "Tepa" Gómez  | 19 de agosto     | 17:00     | 0            | 4          | 0         |           |
| Zacatecas    | 1 - 2     | Tlaxcala         | Carlos Vega Villalba   | 19 de agosto     | 19:05     | 0            | 3          | 1         |           |
| Correcaminos | 0 - 0     | Pumas Tabasco    | Marte R. Gómez         | 19 de agosto     | 21:05     | 0            | 2          | 0         |           |
| Cancún       | 1 - 0     | Tampico Madero   | O. Andrés Quintana Roo | 20 de agosto     | 21:00     | 0            | 6          | 0         |           |
| Atlante      | 3 - 0     | Venados          | Ciudad de los Deportes | 19 de septiembre | 12:00     | 0            | 1          | 0         |           |

| Jornada 2        | Jornada 2 | Jornada 2     | Jornada 2             | Jornada 2        | Jornada 2 | Jornada 2    | Jornada 2  | Jornada 2 | Jornada 2 |
| Local            | Resultado | Visitante     | Estadio               | Fecha            | Hora      | Espectadores | Amonestado | Expulsado |           |
| ---------------- | --------- | ------------- | --------------------- | ---------------- | --------- | ------------ | ---------- | --------- | --------- |
| Celaya           | 2 - 1     | Correcaminos  | Miguel Alemán Valdés  | 25 de agosto     | 17:00     | 0            | 6          | 0         |           |
| Atlético Morelia | 0 - 2     | Pumas Tabasco | Morelos               | 25 de agosto     | 19:05     | 0            | 5          | 0         |           |
| Oaxaca           | 1 - 3     | Dorados       | Tecnológico de Oaxaca | 25 de agosto     | 21:05     | 0            | 3          | 0         |           |
| Venados          | 0 - 0     | Tapatío       | Carlos Iturralde      | 26 de agosto     | 19:05     | 0            | 6          | 1         |           |
| Cimarrones       | 2 - 1     | Cancún        | Héroe de Nacozari     | 27 de agosto     | 21:00     | 0            | 3          | 0         |           |
| Leones Negros    | 1 - 1     | Zacatecas     | Jalisco               | 30 de agosto     | 17:00     | 0            | 7          | 0         |           |
| Tampico Madero   | 0 - 0     | Tepatitlán    | Tamaulipas            | 30 de agosto     | 19:00     | 0            | 3          | 0         |           |
| Tlaxcala         | 0 - 3     | Atlante       | Tlahuicole            | 26 de septiembre | 12:00     | 0            | 6          | 1         |           |

| Jornada 3      | Jornada 3 | Jornada 3        | Jornada 3                     | Jornada 3       | Jornada 3 | Jornada 3    | Jornada 3  | Jornada 3 | Jornada 3 |
| Local          | Resultado | Visitante        | Estadio                       | Fecha           | Hora      | Espectadores | Amonestado | Expulsado |           |
| -------------- | --------- | ---------------- | ----------------------------- | --------------- | --------- | ------------ | ---------- | --------- | --------- |
| Tapatío        | 3 - 3     | Atlético Morelia | Akron                         | 1 de septiembre | 17:00     | 0            | 6          | 0         |           |
| Cancún         | 2 - 0     | Correcaminos     | O. Andrés Quintana Roo        | 1 de septiembre | 19:05     | 0            | 8          | 0         |           |
| Tampico Madero | 1 - 1     | Venados          | Tamaulipas                    | 1 de septiembre | 21:05     | 0            | 3          | 0         |           |
| Tlaxcala       | 1 - 1     | Celaya           | Unidad Deportiva José Brindis | 2 de septiembre | 16:00     | 0            | 7          | 2         |           |
| Pumas Tabasco  | 3 - 3     | Zacatecas        | Olímpico de Villahermosa      | 2 de septiembre | 18:30     | 0            | 2          | 0         |           |
| Tepatitlán     | 2 - 0     | Oaxaca           | Gregorio "Tepa" Gómez         | 3 de septiembre | 17:00     | 0            | 6          | 2         |           |
| Atlante        | 0 - 1     | Leones Negros    | Ciudad de los Deportes        | 6 de septiembre | 12:00     | 0            | 5          | 0         |           |
| Dorados        | 0 - 2     | Cimarrones       | Banorte                       | 6 de septiembre | 21:00     | 0            | 3          | 0         |           |

| Jornada 4        | Jornada 4 | Jornada 4      | Jornada 4             | Jornada 4        | Jornada 4 | Jornada 4    | Jornada 4  | Jornada 4 | Jornada 4 |
| Local            | Resultado | Visitante      | Estadio               | Fecha            | Hora      | Espectadores | Amonestado | Expulsado |           |
| ---------------- | --------- | -------------- | --------------------- | ---------------- | --------- | ------------ | ---------- | --------- | --------- |
| Venados          | 1 - 2     | Dorados        | Carlos Iturralde      | 9 de septiembre  | 19:00     | 0            | 3          | 0         |           |
| Correcaminos     | 2 - 0     | Tepatitlán     | Marte R. Gómez        | 9 de septiembre  | 21:05     | 0            | 2          | 1         |           |
| Zacatecas        | 2 - 1     | Tapatío        | Carlos Vega Villalba  | 10 de septiembre | 17:00     | 0            | 7          | 0         |           |
| Atlético Morelia | 2 - 3     | Cancún         | Morelos               | 10 de septiembre | 19:00     | 0            | 8          | 0         |           |
| Leones Negros    | 1 - 2     | Tampico Madero | Jalisco               | 10 de septiembre | 21:05     | 0            | 3          | 1         |           |
| Oaxaca           | 2 - 2     | Tlaxcala       | Tecnológico de Oaxaca | 11 de septiembre | 17:30     | 0            | 3          | 0         |           |
| Celaya           | 3 - 0     | Atlante        | Miguel Alemán Valdés  | 13 de septiembre | 16:00     | 0            | 7          | 1         |           |
| Cimarrones       | 2 - 1     | Pumas Tabasco  | Héroe de Nacozari     | 13 de septiembre | 21:00     | 0            | 5          | 0         |           |

| Jornada 5      | Jornada 5 | Jornada 5        | Jornada 5                | Jornada 5        | Jornada 5 | Jornada 5    | Jornada 5  | Jornada 5 | Jornada 5 |
| Local          | Resultado | Visitante        | Estadio                  | Fecha            | Hora      | Espectadores | Amonestado | Expulsado |           |
| -------------- | --------- | ---------------- | ------------------------ | ---------------- | --------- | ------------ | ---------- | --------- | --------- |
| Tlaxcala       | 1 - 3     | Leones Negros    | Tlahuicole               | 15 de septiembre | 16:00     | 0            | 2          | 0         |           |
| Tepatitlán     | 2 - 0     | Venados          | Gregorio "Tepa" Gómez    | 15 de septiembre | 19:05     | 0            | 3          | 1         |           |
| Cancún         | 1 - 1     | Zacatecas        | O. Andrés Quintana Roo   | 15 de septiembre | 21:05     | 0            | 9          | 0         |           |
| Atlante        | 1 - 0     | Cimarrones       | Ciudad de los Deportes   | 16 de septiembre | 17:00     | 0            | 6          | 0         |           |
| Pumas Tabasco  | 1 - 2     | Celaya           | Olímpico de Villahermosa | 16 de septiembre | 19:05     | 0            | 8          | 0         |           |
| Dorados        | 2 - 2     | Correcaminos     | Banorte                  | 16 de septiembre | 21:05     | 0            | 4          | 0         |           |
| Tampico Madero | 1 - 2     | Atlético Morelia | Tamaulipas               | 17 de septiembre | 21:00     | 0            | 4          | 0         |           |
| Tapatío        | 3 - 0     | Oaxaca           | Akron                    | 20 de septiembre | 21:00     | 0            | 5          | 0         |           |

| Jornada 6     | Jornada 6 | Jornada 6        | Jornada 6              | Jornada 6        | Jornada 6 | Jornada 6    | Jornada 6  | Jornada 6 | Jornada 6 |
| Local         | Resultado | Visitante        | Estadio                | Fecha            | Hora      | Espectadores | Amonestado | Expulsado |           |
| ------------- | --------- | ---------------- | ---------------------- | ---------------- | --------- | ------------ | ---------- | --------- | --------- |
| Zacatecas     | 1 - 0     | Tepatitlán       | Carlos Vega Villalba   | 22 de septiembre | 17:00     | 0            | 6          | 0         |           |
| Correcaminos  | 2 - 1     | Cimarrones       | Marte R. Gómez         | 22 de septiembre | 19:05     | 0            | 4          | 1         |           |
| Dorados       | 1 - 1     | Cancún           | Banorte                | 22 de septiembre | 21:05     | 0            | 1          | 0         |           |
| Atlante       | 0 - 0     | Tapatío          | Ciudad de los Deportes | 23 de septiembre | 17:00     | 0            | 5          | 1         |           |
| Venados       | 1 - 0     | Tlaxcala         | Carlos Iturralde       | 23 de septiembre | 19:05     | 0            | 4          | 0         |           |
| Celaya        | 0 - 0     | Tampico Madero   | Miguel Alemán Valdés   | 23 de septiembre | 21:05     | 0            | 3          | 0         |           |
| Oaxaca        | 0 - 1     | Atlético Morelia | Tecnológico de Oaxaca  | 24 de septiembre | 18:00     | 0            | 5          | 1         |           |
| Leones Negros | 2 - 2     | Pumas Tabasco    | Jalisco                | 27 de septiembre | 12:00     | 0            | 6          | 0         |           |

| Jornada 7        | Jornada 7 | Jornada 7     | Jornada 7                | Jornada 7        | Jornada 7 | Jornada 7    | Jornada 7  | Jornada 7 | Jornada 7 |
| Local            | Resultado | Visitante     | Estadio                  | Fecha            | Hora      | Espectadores | Amonestado | Expulsado |           |
| ---------------- | --------- | ------------- | ------------------------ | ---------------- | --------- | ------------ | ---------- | --------- | --------- |
| Cancún           | 1 - 2     | Venados       | O. Andrés Quintana Roo   | 29 de septiembre | 19:05     | 0            | 6          | 0         |           |
| Cimarrones       | 2 - 3     | Zacatecas     | Héroe de Nacozari        | 29 de septiembre | 21:05     | 0            | 5          | 1         |           |
| Tapatío          | 0 - 1     | Tepatitlán    | Akron                    | 30 de septiembre | 17:00     | 0            | 1          | 0         |           |
| Pumas Tabasco    | 0 - 4     | Atlante       | Olímpico de Villahermosa | 30 de septiembre | 19:05     | 0            | 3          | 1         |           |
| Atlético Morelia | 1 - 1     | Dorados       | Morelos                  | 30 de septiembre | 21:05     | 0            | 4          | 0         |           |
| Celaya           | 1 - 0     | Leones Negros | Miguel Alemán Valdés     | 1 de octubre     | 19:00     | 0            | 5          | 0         |           |
| Tampico Madero   | 2 - 0     | Oaxaca        | Tamaulipas               | 1 de octubre     | 21:00     | 0            | 3          | 0         |           |
| Tlaxcala         | 1 - 0     | Correcaminos  | Tlahuicole               | 18 de octubre    | 21:00     | 0            | 2          | 0         |           |

| Jornada 8     | Jornada 8 | Jornada 8        | Jornada 8              | Jornada 8       | Jornada 8 | Jornada 8    | Jornada 8  | Jornada 8 | Jornada 8 |
| Local         | Resultado | Visitante        | Estadio                | Fecha           | Hora      | Espectadores | Amonestado | Expulsado |           |
| ------------- | --------- | ---------------- | ---------------------- | --------------- | --------- | ------------ | ---------- | --------- | --------- |
| Atlante       | 2 - 1     | Cancún           | Ciudad de los Deportes | 6 de octubre    | 17:00     | 0            | 8          | 0         |           |
| Pumas Tabasco | 2 - 2     | Dorados          | Olímpico Universitario | 6 de octubre    | 21:05     | 0            | 3          | 0         |           |
| Tepatitlán    | 1 - 1     | Celaya           | Gregorio "Tepa" Gómez  | 7 de octubre    | 17:00     | 0            | 5          | 0         |           |
| Cimarrones    | 3 - 1     | Tampico Madero   | Héroe de Nacozari      | 7 de octubre    | 21:05     | 0            | 3          | 0         |           |
| Zacatecas     | 1 - 0     | Oaxaca           | Carlos Vega Villalba   | 8 de octubre    | 19:00     | 0            | 5          | 0         |           |
| Tapatío       | 2 - 0     | Tlaxcala         | Akron                  | 24 de octubre   | 12:00     | 0            | 5          | 0         |           |
| Venados       | 2 - 1     | Leones Negros    | Carlos Iturralde       | 31 de octubre   | 21:05     | 0            | 5          | 0         |           |
| Correcaminos  | 2 - 3     | Atlético Morelia | Marte R. Gómez         | 14 de noviembre | 21:00     | 0            | 3          | 0         |           |

| Jornada 9        | Jornada 9 | Jornada 9     | Jornada 9              | Jornada 9      | Jornada 9 | Jornada 9    | Jornada 9  | Jornada 9 | Jornada 9 |
| Local            | Resultado | Visitante     | Estadio                | Fecha          | Hora      | Espectadores | Amonestado | Expulsado |           |
| ---------------- | --------- | ------------- | ---------------------- | -------------- | --------- | ------------ | ---------- | --------- | --------- |
| Atlético Morelia | 2 - 1     | Atlante       | Morelos                | 9 de octubre   | 21:00     | 0            | 2          | 0         |           |
| Tampico Madero   | 0 - 0     | Correcaminos  | Tamaulipas             | 10 de octubre  | 21:05     | 0            | 2          | 0         |           |
| Celaya           | 1 - 1     | Cimarrones    | Miguel Alemán Valdés   | 11 de octubre  | 12:00     | 0            | 9          | 0         |           |
| Oaxaca           | 1 - 0     | Venados       | Tecnológico de Oaxaca  | 11 de octubre  | 16:00     | 0            | 5          | 0         |           |
| Leones Negros    | 1 - 1     | Tapatío       | Jalisco                | 11 de octubre  | 18:05     | 0            | 5          | 0         |           |
| Dorados          | 0 - 1     | Zacatecas     | Banorte                | 11 de octubre  | 20:05     | 0            | 1          | 0         |           |
| Cancún           | 4 - 0     | Pumas Tabasco | O. Andrés Quintana Roo | 17 de octubre  | 19:05     | 0            | 3          | 3         |           |
| Tlaxcala         | 1 - 1     | Tepatitlán    | Tlahuicole             | 7 de noviembre | 19:05     | 0            | 7          | 0         |           |

| Jornada 10    | Jornada 10 | Jornada 10       | Jornada 10               | Jornada 10      | Jornada 10 | Jornada 10   | Jornada 10 | Jornada 10 | Jornada 10 |
| Local         | Resultado  | Visitante        | Estadio                  | Fecha           | Hora       | Espectadores | Amonestado | Expulsado  |            |
| ------------- | ---------- | ---------------- | ------------------------ | --------------- | ---------- | ------------ | ---------- | ---------- | ---------- |
| Atlante       | 0 - 1      | Tampico Madero   | Ciudad de los Deportes   | 13 de octubre   | 17:00      | 0            | 5          | 0          |            |
| Tapatío       | 0 - 0      | Cancún           | Akron                    | 13 de octubre   | 21:05      | 0            | 4          | 1          |            |
| Tepatitlán    | 4 - 0      | Dorados          | Gregorio "Tepa" Gómez    | 14 de octubre   | 17:00      | 0            | 1          | 0          |            |
| Zacatecas     | 1 - 1      | Celaya           | Carlos Vega Villalba     | 14 de octubre   | 19:05      | 0            | 4          | 0          |            |
| Venados       | 1 - 1      | Atlético Morelia | Carlos Iturralde         | 14 de octubre   | 21:05      | 0            | 4          | 0          |            |
| Correcaminos  | 3 - 2      | Oaxaca           | Marte R. Gómez           | 15 de octubre   | 19:00      | 0            | 4          | 0          |            |
| Cimarrones    | 2 - 0      | Leones Negros    | Héroe de Nacozari        | 18 de octubre   | 21:00      | 0            | 3          | 0          |            |
| Pumas Tabasco | 0 - 1      | Tlaxcala         | Olímpico de Villahermosa | 15 de noviembre | 21:05      | 0            | 8          | 0          |            |

| Jornada 11       | Jornada 11 | Jornada 11    | Jornada 11            | Jornada 11    | Jornada 11 | Jornada 11   | Jornada 11 | Jornada 11 | Jornada 11 |
| Local            | Resultado  | Visitante     | Estadio               | Fecha         | Hora       | Espectadores | Amonestado | Expulsado  |            |
| ---------------- | ---------- | ------------- | --------------------- | ------------- | ---------- | ------------ | ---------- | ---------- | ---------- |
| Tepatitlán       | 2 - 1      | Atlante       | Gregorio "Tepa" Gómez | 20 de octubre | 17:00      | 0            | 7          | 1          |            |
| Atlético Morelia | 2 - 1      | Zacatecas     | Morelos               | 20 de octubre | 19:05      | 0            | 5          | 0          |            |
| Tampico Madero   | 1 - 2      | Pumas Tabasco | Tamaulipas            | 20 de octubre | 21:05      | 0            | 4          | 1          |            |
| Tlaxcala         | 2 - 1      | Cimarrones    | Tlahuicole            | 21 de octubre | 17:00      | 0            | 3          | 1          |            |
| Leones Negros    | 0 - 1      | Cancún        | Jalisco               | 21 de octubre | 19:05      | 0            | 4          | 0          |            |
| Dorados          | 1 - 1      | Tapatío       | Banorte               | 21 de octubre | 21:05      | 0            | 5          | 1          |            |
| Oaxaca           | 1 - 2      | Celaya        | Tecnológico de Oaxaca | 22 de octubre | 19:00      | 0            | 3          | 2          |            |
| Venados          | 2 - 2      | Correcaminos  | Carlos Iturralde      | 22 de octubre | 21:05      | 0            | 1          | 0          |            |

| Jornada 12    | Jornada 12 | Jornada 12       | Jornada 12               | Jornada 12     | Jornada 12 | Jornada 12   | Jornada 12 | Jornada 12 | Jornada 12 |
| Local         | Resultado  | Visitante        | Estadio                  | Fecha          | Hora       | Espectadores | Amonestado | Expulsado  |            |
| ------------- | ---------- | ---------------- | ------------------------ | -------------- | ---------- | ------------ | ---------- | ---------- | ---------- |
| Zacatecas     | 1 - 1      | Tampico Madero   | Carlos Vega Villalba     | 27 de octubre  | 17:00      | 0            | 4          | 0          |            |
| Pumas Tabasco | 0 - 2      | Oaxaca           | Olímpico de Villahermosa | 27 de octubre  | 19:05      | 0            | 5          | 1          |            |
| Cimarrones    | 2 - 0      | Tepatitlán       | Héroe de Nacozari        | 27 de octubre  | 21:05      | 0            | 2          | 0          |            |
| Celaya        | 2 - 1      | Venados          | Miguel Alemán Valdés     | 28 de octubre  | 17:00      | 0            | 3          | 0          |            |
| Correcaminos  | 0 - 3      | Tapatío          | Marte R. Gómez           | 28 de octubre  | 19:05      | 0            | 3          | 0          |            |
| Leones Negros | 0 - 0      | Atlético Morelia | Jalisco                  | 28 de octubre  | 21:05      | 0            | 7          | 0          |            |
| Atlante       | 4 - 1      | Dorados          | Ciudad de los Deportes   | 29 de octubre  | 19:00      | 0            | 7          | 0          |            |
| Cancún        | 2 - 0      | Tlaxcala         | O. Andrés Quintana Roo   | 1 de noviembre | 19:30      | 0            | 3          | 2          |            |

| Jornada 13       | Jornada 13 | Jornada 13     | Jornada 13            | Jornada 13     | Jornada 13 | Jornada 13   | Jornada 13 | Jornada 13 | Jornada 13 |
| Local            | Resultado  | Visitante      | Estadio               | Fecha          | Hora       | Espectadores | Amonestado | Expulsado  |            |
| ---------------- | ---------- | -------------- | --------------------- | -------------- | ---------- | ------------ | ---------- | ---------- | ---------- |
| Tapatío          | 1 - 0      | Celaya         | Akron                 | 3 de noviembre | 17:00      | 0            | 4          | 0          |            |
| Atlético Morelia | 2 - 0      | Cimarrones     | Morelos               | 3 de noviembre | 19:05      | 0            | 4          | 1          |            |
| Venados          | 1 - 3      | Pumas Tabasco  | Carlos Iturralde      | 3 de noviembre | 21:05      | 0            | 5          | 0          |            |
| Tlaxcala         | 0 - 1      | Tampico Madero | Tlahuicole            | 4 de noviembre | 17:00      | 0            | 3          | 0          |            |
| Tepatitlán       | 0 - 1      | Cancún         | Gregorio "Tepa" Gómez | 4 de noviembre | 19:05      | 0            | 3          | 0          |            |
| Zacatecas        | 5 - 1      | Correcaminos   | Carlos Vega Villalba  | 4 de noviembre | 21:05      | 0            | 5          | 0          |            |
| Dorados          | 3 - 2      | Leones Negros  | Banorte               | 5 de noviembre | 21:00      | 0            | 3          | 1          |            |
| Oaxaca           | 1 - 2      | Atlante        | Tecnológico de Oaxaca | 8 de noviembre | 18:00      | 0            | 5          | 0          |            |

| Jornada 14     | Jornada 14 | Jornada 14       | Jornada 14               | Jornada 14      | Jornada 14 | Jornada 14   | Jornada 14 | Jornada 14 | Jornada 14 |
| Local          | Resultado  | Visitante        | Estadio                  | Fecha           | Hora       | Espectadores | Amonestado | Expulsado  |            |
| -------------- | ---------- | ---------------- | ------------------------ | --------------- | ---------- | ------------ | ---------- | ---------- | ---------- |
| Celaya         | 1 - 0      | Atlético Morelia | Miguel Alemán Valdés     | 10 de noviembre | 17:00      | 0            | 3          | 0          |            |
| Leones Negros  | 3 - 1      | Correcaminos     | Jalisco                  | 10 de noviembre | 19:05      | 0            | 4          | 0          |            |
| Pumas Tabasco  | 2 - 2      | Tepatitlán       | Olímpico de Villahermosa | 10 de noviembre | 21:05      | 0            | 3          | 1          |            |
| Tlaxcala       | 2 - 1      | Dorados          | Tlahuicole               | 11 de noviembre | 17:00      | 0            | 3          | 0          |            |
| Cancún         | 0 - 2      | Oaxaca           | O. Andrés Quintana Roo   | 11 de noviembre | 19:05      | 0            | 6          | 0          |            |
| Tampico Madero | 2 - 1      | Tapatío          | Tamaulipas               | 11 de noviembre | 21:05      | 0            | 4          | 1          |            |
| Cimarrones     | 1 - 0      | Venados          | Héroe de Nacozari        | 12 de noviembre | 21:00      | 0            | 4          | 0          |            |
| Atlante        | 2 - 1      | Zacatecas        | Ciudad de los Deportes   | 15 de noviembre | 19:00      | 0            | 6          | 0          |            |

| Jornada 15       | Jornada 15 | Jornada 15     | Jornada 15             | Jornada 15      | Jornada 15 | Jornada 15   | Jornada 15 | Jornada 15 | Jornada 15 |
| Local            | Resultado  | Visitante      | Estadio                | Fecha           | Hora       | Espectadores | Amonestado | Expulsado  |            |
| ---------------- | ---------- | -------------- | ---------------------- | --------------- | ---------- | ------------ | ---------- | ---------- | ---------- |
| Tepatitlán       | 3 - 2      | Leones Negros  | Gregorio "Tepa" Gómez  | 17 de noviembre | 17:00      | 0            | 4          | 0          |            |
| Oaxaca           | 2 - 4      | Cimarrones     | Tecnológico de Oaxaca  | 17 de noviembre | 19:05      | 0            | 2          | 0          |            |
| Zacatecas        | 1 - 2      | Venados        | Carlos Vega Villalba   | 17 de noviembre | 21:05      | 0            | 2          | 0          |            |
| Tapatío          | 4 - 2      | Pumas Tabasco  | Akron                  | 18 de noviembre | 17:00      | 0            | 4          | 1          |            |
| Cancún           | 0 - 2      | Celaya         | O. Andrés Quintana Roo | 18 de noviembre | 19:05      | 0            | 7          | 1          |            |
| Correcaminos     | 1 - 2      | Atlante        | Marte R. Gómez         | 18 de noviembre | 21:05      | 0            | 2          | 0          |            |
| Atlético Morelia | 3 - 0      | Tlaxcala       | Morelos                | 19 de noviembre | 19:00      | 0            | 2          | 0          |            |
| Dorados          | 0 - 1      | Tampico Madero | Banorte                | 19 de noviembre | 21:05      | 0            | 4          | 0          |            |

## Tabla general
| Pos. | Equipo             | Pts. | PJ | G | E | P  | GF | GC | Dif. | Clasificación                   |
| ---- | ------------------ | ---- | -- | - | - | -- | -- | -- | ---- | ------------------------------- |
| 1    | Celaya             | 35   | 15 | 9 | 5 | 1  | 21 | 10 | +11  | Semifinales de la liguilla      |
| 2    | Atlante            | 32   | 15 | 9 | 1 | 5  | 25 | 14 | +11  | Cuartos de final de la liguilla |
| 3    | Cimarrones         | 30   | 15 | 9 | 1 | 5  | 25 | 16 | +9   | Reclasificación a liguilla      |
| 4    | Atlético Morelia   | 29   | 15 | 7 | 5 | 3  | 24 | 18 | +6   | Reclasificación a liguilla      |
| 5    | Cancún             | 27   | 15 | 7 | 3 | 5  | 19 | 14 | +5   | Reclasificación a liguilla      |
| 6    | Tampico Madero (C) | 26   | 15 | 6 | 5 | 4  | 14 | 12 | +2   | Reclasificación a liguilla      |
| 7    | Zacatecas          | 25   | 15 | 6 | 5 | 4  | 24 | 19 | +5   | Reclasificación a liguilla      |
| 8    | Tepatitlán         | 24   | 15 | 6 | 5 | 4  | 20 | 15 | +5   | Reclasificación a liguilla      |
| 9    | Tapatío            | 22   | 15 | 5 | 6 | 4  | 20 | 14 | +6   | Reclasificación a liguilla      |
| 10   | Tlaxcala           | 20   | 15 | 5 | 3 | 7  | 13 | 22 | −9   | Reclasificación a liguilla      |
| 11   | Venados            | 17   | 15 | 4 | 4 | 7  | 14 | 21 | −7   | Reclasificación a liguilla      |
| 12   | Pumas Tabasco      | 17   | 15 | 3 | 5 | 7  | 20 | 30 | −10  | Reclasificación a liguilla      |
| 13   | Dorados            | 16   | 15 | 3 | 5 | 7  | 18 | 27 | −9   |                                 |
| 14   | Leones Negros      | 15   | 15 | 3 | 4 | 8  | 17 | 21 | −4   |                                 |
| 15   | Oaxaca             | 15   | 15 | 4 | 1 | 10 | 15 | 25 | −10  |                                 |
| 16   | Correcaminos UAT   | 13   | 15 | 3 | 4 | 8  | 17 | 28 | −11  |                                 |

Actualizado a los partidos jugados el 19 de noviembre de 2020.
 Fuente: Liga Expansión MX

### Evolución de la clasificación
Fecha de actualización: 19 de noviembre de 2020
| Equipo / Jornada | 01  | 02  | 03  | 04  | 05  | 06 | 07  | 08  | 09  | 10  | 11  | 12  | 13  | 14 | 15 |
| ---------------- | --- | --- | --- | --- | --- | -- | --- | --- | --- | --- | --- | --- | --- | -- | -- |
| Celaya           | 3   | 2   | 2   | 2   | 1   | 1  | 1   | 1   | 1   | 1   | 1   | 1   | 1   | 1  | 1  |
| Atlante          | 10* | 16† | 16† | 16† | 9*  | 4  | 2   | 2   | 3   | 4   | 6   | 5   | 3   | 2  | 2  |
| Cimarrones       | 1   | 1   | 1   | 1   | 2   | 2  | 3   | 3   | 4   | 2   | 2   | 2   | 5   | 3  | 3  |
| Atlético Morelia | 6   | 14  | 13  | 14  | 12  | 7  | 8   | 8*  | 5*  | 7*  | 7*  | 7*  | 6*  | 5  | 4  |
| Cancún           | 5   | 6   | 4   | 3   | 3   | 3  | 5   | 6   | 7*  | 6   | 4   | 3   | 2   | 4  | 5  |
| Tampico Madero   | 14  | 13  | 12  | 7   | 11  | 12 | 9   | 10  | 10  | 8   | 8   | 9   | 7   | 7  | 6  |
| Zacatecas        | 12  | 11  | 11  | 8   | 7   | 8  | 4   | 4   | 2   | 3   | 3   | 4   | 4   | 6  | 7  |
| Tepatitlán       | 7   | 8   | 5   | 9   | 6   | 9  | 6   | 5   | 6*  | 5*  | 5*  | 6*  | 8   | 8  | 8  |
| Tapatío          | 16  | 15  | 14  | 15  | 13  | 13 | 14  | 14* | 14* | 14* | 11  | 8   | 9   | 10 | 9  |
| Tlaxcala         | 2   | 5*  | 6*  | 6*  | 10* | 14 | 15* | 15† | 16§ | 13§ | 12† | 14† | 14* | 9  | 10 |
| Venados          | 11* | 9*  | 10* | 13* | 16  | 15 | 11  | 11* | 12* | 12* | 15* | 10  | 12  | 15 | 11 |
| Pumas Tabasco    | 8   | 3   | 3   | 5   | 8   | 11 | 13  | 13  | 13* | 15* | 13* | 15* | 11* | 11 | 12 |
| Dorados          | 13  | 4   | 8   | 4   | 4   | 6  | 7   | 7   | 8   | 10  | 10  | 12  | 10  | 12 | 13 |
| Leones Negros    | 15  | 12  | 7   | 10  | 5   | 5  | 10  | 9*  | 9*  | 11* | 14* | 13  | 15  | 13 | 14 |
| Oaxaca           | 4   | 7   | 9   | 12  | 15  | 16 | 16  | 16  | 15  | 16  | 16  | 16  | 16  | 14 | 15 |
| Correcaminos     | 9   | 10  | 15  | 11  | 14  | 10 | 12* | 12† | 11† | 9*  | 9*  | 11* | 13* | 16 | 16 |

* Indica la posición del equipo con un partido pendiente.

† Indica la posición del equipo con dos partidos pendientes.

§ Indica la posición del equipo con tres partidos pendientes.

## Reclasificación

### Cimarrones - Pumas Tabasco
| 24 de noviembre de 2020                     | Cimarrones                           | 2:3 (1:0) | Pumas Tabasco                                            | Estadio Héroe de Nacozari, Hermosillo                                      |                                                                            |
| 20:10 (UTC -7)                              | A. Coronado 2' · A. López 88' (pen.) | Reporte   | 47' E. Montejano · 54' C. Mejía · 59' (pen.) B. Figueroa | Asistencia: 0 espectadores Árbitro(s): Abraham de Jesús Quirarte Contreras | Asistencia: 0 espectadores Árbitro(s): Abraham de Jesús Quirarte Contreras |
| Pumas Tabasco avanzó a los cuartos de final |                                      |           |                                                          |                                                                            |                                                                            |

### Atlético Morelia - Venados
| 25 de noviembre de 2020                        | Atlético Morelia | 1:0 (0:0) | Venados | Estadio Morelos, Morelia                                        |                                                                 |
| 17:00 (UTC -6)                                 | A. Tamay 53'     | Reporte   |         | Asistencia: 0 espectadores Árbitro(s): Guillermo Pacheco Larios | Asistencia: 0 espectadores Árbitro(s): Guillermo Pacheco Larios |
| Atlético Morelia avanzó a los cuartos de final |                  |           |         |                                                                 |                                                                 |

### Cancún - Tlaxcala
| 26 de noviembre de 2020 | Cancún      | 1:2 (0:2) | Tlaxcala                                 | Estadio Olímpico Andrés Quintana Roo, Cancún                   |                                                                |
| 18:00 (UTC -5)          | V. Mora 89' | Reporte   | 27' (pen.) P. Uscanga · 35' J. Tehuitzil | Asistencia: 0 espectadores Árbitro(s): Daniel Quintero Huitrón | Asistencia: 0 espectadores Árbitro(s): Daniel Quintero Huitrón |
| Tlaxcala                |             |           |                                          |                                                                |                                                                |

### Tampico Madero - Tapatío
| 24 de noviembre de 2020                      | Tampico Madero                                              | 0:0 (5:3 p.)               | Tapatío                                         | Estadio Tamaulipas, Tampico Madero                             |                                                                |
| 19:10 (UTC -6)                               |                                                             | Reporte                    |                                                 | Asistencia: 0 espectadores Árbitro(s): Luis Daniel Chávez León | Asistencia: 0 espectadores Árbitro(s): Luis Daniel Chávez León |
|                                              |                                                             | Tiros desde el punto penal |                                                 |                                                                |                                                                |
|                                              | D. de Buen · J. Simental · A. López · G. Eguade · C. Robles |                            | E. Torres · D. Hernández · Z. Muñoz · J. Aguayo |                                                                |                                                                |
| Tampico Madero avanzó a los cuartos de final |                                                             |                            |                                                 |                                                                |                                                                |

### Zacatecas - Tepatitlán
| 24 de noviembre de 2020                 | Zacatecas       | 1:0 (0:0) | Tepatitlán | Estadio Carlos Vega Villalba, Zacatecas                           |                                                                   |
| 17:00 (UTC -6)                          | H. Mascorro 61' | Reporte   |            | Asistencia: 0 espectadores Árbitro(s): Edgar Allan Morales Olvera | Asistencia: 0 espectadores Árbitro(s): Edgar Allan Morales Olvera |
| Zacatecas avanzó a los cuartos de final |                 |           |            |                                                                   |                                                                   |

## Liguilla
|  | Reclasificación          | Reclasificación          | Reclasificación          |                        |   | Cuartos de final                                     | Cuartos de final                                     | Cuartos de final                                     | Cuartos de final                                     | Cuartos de final                                     |   |   | Semifinales                                   | Semifinales                                   | Semifinales                                   | Semifinales                                   | Semifinales                                   |  |   | Final                                          | Final                                          | Final                                          | Final                                          | Final                                          |  |
|  | 24, 25 y 26 de noviembre | 24, 25 y 26 de noviembre | 24, 25 y 26 de noviembre |                        |   | 2 y 3 de diciembre (ida) 5 y 6 de diciembre (vuelta) | 2 y 3 de diciembre (ida) 5 y 6 de diciembre (vuelta) | 2 y 3 de diciembre (ida) 5 y 6 de diciembre (vuelta) | 2 y 3 de diciembre (ida) 5 y 6 de diciembre (vuelta) | 2 y 3 de diciembre (ida) 5 y 6 de diciembre (vuelta) |   |   | 9 de diciembre (ida) 12 de diciembre (vuelta) | 9 de diciembre (ida) 12 de diciembre (vuelta) | 9 de diciembre (ida) 12 de diciembre (vuelta) | 9 de diciembre (ida) 12 de diciembre (vuelta) | 9 de diciembre (ida) 12 de diciembre (vuelta) |  |   | 17 de diciembre (ida) 20 de diciembre (vuelta) | 17 de diciembre (ida) 20 de diciembre (vuelta) | 17 de diciembre (ida) 20 de diciembre (vuelta) | 17 de diciembre (ida) 20 de diciembre (vuelta) | 17 de diciembre (ida) 20 de diciembre (vuelta) |  |
|  |                          |                          |                          |                        |   |                                                      |                                                      |                                                      |                                                      |                                                      |   |   |                                               |                                               |                                               |                                               |                                               |  |   |                                                |                                                |                                                |                                                |                                                |  |
|  |                          |                          |                          |                        |   |                                                      |                                                      |                                                      |                                                      |                                                      |   |   |                                               |                                               |                                               |                                               |                                               |  |   |                                                |                                                |                                                |                                                |                                                |  |
|  |                          |                          |                          |                        |   |                                                      |                                                      |                                                      |                                                      |                                                      |   |   |                                               |                                               |                                               |                                               |                                               |  |   |                                                |                                                |                                                |                                                |                                                |  |
|  |                          |                          |                          |                        |   |                                                      |                                                      |                                                      |                                                      |                                                      |   |   |                                               |                                               |                                               |                                               |                                               |  |   |                                                |                                                |                                                |                                                |                                                |  |
|  |                          |                          |                          |                        |   |                                                      |                                                      |                                                      |                                                      |                                                      |   |   |                                               |                                               |                                               |                                               |                                               |  |   |                                                |                                                |                                                |                                                |                                                |  |
|  |                          | 2                        | Atlante (*)              | 1                      | 0 | 1                                                    |                                                      |                                                      |                                                      |                                                      |   |   |                                               |                                               |                                               |                                               |                                               |  |   |                                                |                                                |                                                |                                                |                                                |  |
|  |                          |                          |                          | 1                      | 0 | 1                                                    |                                                      |                                                      |                                                      |                                                      |   |   |                                               |                                               |                                               |                                               |                                               |  |   |                                                |                                                |                                                |                                                |                                                |  |
|  |                          |                          | 12                       | Pumas Tabasco          | 1 | 0                                                    | 1                                                    |                                                      |                                                      |                                                      |   |   |                                               |                                               |                                               |                                               |                                               |  |   |                                                |                                                |                                                |                                                |                                                |  |
|  | 3                        | Cimarrones               | 12                       | Pumas Tabasco          | 1 | 0                                                    | 1                                                    | 2                                                    |                                                      |                                                      |   |   |                                               |                                               |                                               |                                               |                                               |  |   |                                                |                                                |                                                |                                                |                                                |  |
|  | 3                        | Cimarrones               |                          |                        |   |                                                      |                                                      |                                                      |                                                      |                                                      |   |   |                                               |                                               |                                               |                                               |                                               |  |   |                                                |                                                |                                                |                                                |                                                |  |
|  | 12                       | Pumas Tabasco            | 3                        |                        |   |                                                      |                                                      |                                                      |                                                      |                                                      |   |   |                                               |                                               |                                               |                                               |                                               |  |   |                                                |                                                |                                                |                                                |                                                |  |
|  | 12                       | Pumas Tabasco            | 3                        |                        |   |                                                      |                                                      |                                                      |                                                      |                                                      |   | 2 | Atlante (*)                                   | 1                                             | 0                                             | 1                                             |                                               |  |   |                                                |                                                |                                                |                                                |                                                |  |
|  |                          |                          |                          |                        |   |                                                      |                                                      |                                                      |                                                      |                                                      |   | 2 | Atlante (*)                                   | 1                                             | 0                                             | 1                                             |                                               |  |   |                                                |                                                |                                                |                                                |                                                |  |
|  |                          |                          | 4                        | Atlético Morelia       | 1 | 0                                                    | 1                                                    |                                                      |                                                      |                                                      |   |   |                                               |                                               |                                               |                                               |                                               |  |   |                                                |                                                |                                                |                                                |                                                |  |
|  | 4                        | Atlético Morelia         | 4                        | Atlético Morelia       | 1 | 0                                                    | 1                                                    | 1                                                    |                                                      |                                                      |   |   |                                               |                                               |                                               |                                               |                                               |  |   |                                                |                                                |                                                |                                                |                                                |  |
|  | 4                        | Atlético Morelia         |                          |                        |   |                                                      |                                                      |                                                      |                                                      |                                                      |   |   |                                               |                                               |                                               |                                               |                                               |  |   |                                                |                                                |                                                |                                                |                                                |  |
|  | 11                       | Venados                  | 0                        |                        |   |                                                      |                                                      |                                                      |                                                      |                                                      |   |   |                                               |                                               |                                               |                                               |                                               |  |   |                                                |                                                |                                                |                                                |                                                |  |
|  | 11                       | Venados                  | 0                        |                        | 4 | Atlético Morelia                                     | 2                                                    | 3                                                    | 5                                                    |                                                      |   |   |                                               |                                               |                                               |                                               |                                               |  |   |                                                |                                                |                                                |                                                |                                                |  |
|  |                          |                          |                          |                        | 4 | Atlético Morelia                                     | 2                                                    | 3                                                    | 5                                                    |                                                      |   |   |                                               |                                               |                                               |                                               |                                               |  |   |                                                |                                                |                                                |                                                |                                                |  |
|  |                          |                          | 10                       | Tlaxcala               | 0 | 0                                                    | 0                                                    |                                                      |                                                      |                                                      |   |   |                                               |                                               |                                               |                                               |                                               |  |   |                                                |                                                |                                                |                                                |                                                |  |
|  | 5                        | Cancún                   | 10                       | Tlaxcala               | 0 | 0                                                    | 0                                                    | 1                                                    |                                                      |                                                      |   |   |                                               |                                               |                                               |                                               |                                               |  |   |                                                |                                                |                                                |                                                |                                                |  |
|  | 5                        | Cancún                   |                          |                        |   |                                                      |                                                      |                                                      |                                                      |                                                      |   |   |                                               |                                               |                                               |                                               |                                               |  |   |                                                |                                                |                                                |                                                |                                                |  |
|  | 10                       | Tlaxcala                 | 2                        |                        |   |                                                      |                                                      |                                                      |                                                      |                                                      |   |   |                                               |                                               |                                               |                                               |                                               |  |   |                                                |                                                |                                                |                                                |                                                |  |
|  | 10                       | Tlaxcala                 | 2                        |                        |   |                                                      |                                                      |                                                      |                                                      |                                                      |   |   |                                               |                                               |                                               |                                               |                                               |  | 2 | Atlante                                        | 1                                              | 2                                              | 3                                              |                                                |  |
|  |                          |                          |                          |                        |   |                                                      |                                                      |                                                      |                                                      |                                                      |   |   |                                               |                                               |                                               |                                               |                                               |  | 2 | Atlante                                        | 1                                              | 2                                              | 3                                              |                                                |  |
|  |                          |                          | 6                        | Tampico Madero (t. s.) | 1 | 3                                                    | 4                                                    |                                                      |                                                      |                                                      |   |   |                                               |                                               |                                               |                                               |                                               |  |   |                                                |                                                |                                                |                                                |                                                |  |
|  |                          |                          | 6                        | Tampico Madero (t. s.) | 1 | 3                                                    | 4                                                    |                                                      |                                                      |                                                      |   |   |                                               |                                               |                                               |                                               |                                               |  |   |                                                |                                                |                                                |                                                |                                                |  |
|  |                          |                          |                          |                        |   |                                                      |                                                      |                                                      |                                                      |                                                      |   |   |                                               |                                               |                                               |                                               |                                               |  |   |                                                |                                                |                                                |                                                |                                                |  |
|  |                          |                          |                          |                        |   |                                                      |                                                      |                                                      |                                                      |                                                      |   |   |                                               |                                               |                                               |                                               |                                               |  |   |                                                |                                                |                                                |                                                |                                                |  |
|  |                          |                          |                          |                        |   |                                                      |                                                      |                                                      |                                                      |                                                      |   |   |                                               |                                               |                                               |                                               |                                               |  |   |                                                |                                                |                                                |                                                |                                                |  |
|  |                          |                          |                          |                        |   |                                                      |                                                      |                                                      |                                                      |                                                      |   |   |                                               |                                               |                                               |                                               |                                               |  |   |                                                |                                                |                                                |                                                |                                                |  |
|  |                          |                          |                          |                        |   |                                                      |                                                      |                                                      |                                                      |                                                      |   |   |                                               |                                               |                                               |                                               |                                               |  |   |                                                |                                                |                                                |                                                |                                                |  |
|  |                          |                          |                          |                        |   |                                                      |                                                      |                                                      |                                                      |                                                      |   |   |                                               |                                               |                                               |                                               |                                               |  |   |                                                |                                                |                                                |                                                |                                                |  |
|  |                          |                          |                          |                        |   |                                                      |                                                      |                                                      |                                                      |                                                      |   |   |                                               |                                               |                                               |                                               |                                               |  |   |                                                |                                                |                                                |                                                |                                                |  |
|  |                          |                          |                          |                        |   |                                                      |                                                      |                                                      |                                                      |                                                      |   |   |                                               |                                               |                                               |                                               |                                               |  |   |                                                |                                                |                                                |                                                |                                                |  |
|  |                          |                          |                          |                        |   |                                                      |                                                      |                                                      | 1                                                    | Celaya                                               | 0 | 2 | 2                                             |                                               |                                               |                                               |                                               |  |   |                                                |                                                |                                                |                                                |                                                |  |
|  |                          |                          |                          |                        |   |                                                      |                                                      |                                                      |                                                      |                                                      | 0 | 2 | 2                                             |                                               |                                               |                                               |                                               |  |   |                                                |                                                |                                                |                                                |                                                |  |
|  |                          |                          | 6                        | Tampico Madero         | 1 | 2                                                    | 3                                                    |                                                      |                                                      |                                                      |   |   |                                               |                                               |                                               |                                               |                                               |  |   |                                                |                                                |                                                |                                                |                                                |  |
|  | 6                        | Tampico Madero (p.)      | 6                        | Tampico Madero         | 1 | 2                                                    | 3                                                    | 0 (5)                                                |                                                      |                                                      |   |   |                                               |                                               |                                               |                                               |                                               |  |   |                                                |                                                |                                                |                                                |                                                |  |
|  | 6                        | Tampico Madero (p.)      |                          |                        |   |                                                      |                                                      |                                                      |                                                      |                                                      |   |   |                                               |                                               |                                               |                                               |                                               |  |   |                                                |                                                |                                                |                                                |                                                |  |
|  | 9                        | Tapatío                  | 0 (3)                    |                        |   |                                                      |                                                      |                                                      |                                                      |                                                      |   |   |                                               |                                               |                                               |                                               |                                               |  |   |                                                |                                                |                                                |                                                |                                                |  |
|  | 9                        | Tapatío                  | 0 (3)                    |                        | 6 | Tampico Madero                                       | 1                                                    | 3                                                    | 4                                                    |                                                      |   |   |                                               |                                               |                                               |                                               |                                               |  |   |                                                |                                                |                                                |                                                |                                                |  |
|  |                          |                          |                          |                        | 6 | Tampico Madero                                       | 1                                                    | 3                                                    | 4                                                    |                                                      |   |   |                                               |                                               |                                               |                                               |                                               |  |   |                                                |                                                |                                                |                                                |                                                |  |
|  |                          |                          | 7                        | Mineros de Zacatecas   | 2 | 0                                                    | 2                                                    |                                                      |                                                      |                                                      |   |   |                                               |                                               |                                               |                                               |                                               |  |   |                                                |                                                |                                                |                                                |                                                |  |
|  | 7                        | Mineros de Zacatecas     | 7                        | Mineros de Zacatecas   | 2 | 0                                                    | 2                                                    | 1                                                    |                                                      |                                                      |   |   |                                               |                                               |                                               |                                               |                                               |  |   |                                                |                                                |                                                |                                                |                                                |  |
|  | 7                        | Mineros de Zacatecas     |                          |                        |   |                                                      |                                                      |                                                      |                                                      |                                                      |   |   |                                               |                                               |                                               |                                               |                                               |  |   |                                                |                                                |                                                |                                                |                                                |  |
|  | 8                        | Tepatitlán               | 0                        |                        |   |                                                      |                                                      |                                                      |                                                      |                                                      |   |   |                                               |                                               |                                               |                                               |                                               |  |   |                                                |                                                |                                                |                                                |                                                |  |
|  | 8                        | Tepatitlán               | 0                        |                        |   |                                                      |                                                      |                                                      |                                                      |                                                      |   |   |                                               |                                               |                                               |                                               |                                               |  |   |                                                |                                                |                                                |                                                |                                                |  |
|  |                          |                          |                          |                        |   |                                                      |                                                      |                                                      |                                                      |                                                      |   |   |                                               |                                               |                                               |                                               |                                               |  |   |                                                |                                                |                                                |                                                |                                                |  |

- (*) El equipo avanzó de fase por su mejor posición la tabla general

### Cuartos de final

#### Atlante - Pumas Tabasco
| 3 de diciembre de 2020 | Pumas Tabasco | 1:1 (0:1) | Atlante          | Estadio Olímpico de Villahermosa, Villahermosa                 |                                                                |
| 19:00 (UTC -6)         | T. Mejía 77'  | Reporte   | 16' H. Hernández | Asistencia: 0 espectadores Árbitro(s): Gustavo Padilla Aguirre | Asistencia: 0 espectadores Árbitro(s): Gustavo Padilla Aguirre |

| 6 de diciembre de 2020       | Atlante | 0:0 (Global 1:1) | Pumas Tabasco | Estadio de la Ciudad de los Deportes, Ciudad de México               |                                                                      |
| 21:00 (UTC -6)               |         | Reporte          |               | Asistencia: 0 espectadores Árbitro(s): Ismael Rosario López Peñuelas | Asistencia: 0 espectadores Árbitro(s): Ismael Rosario López Peñuelas |
| Atlante avanzó a Semifinales |         |                  |               |                                                                      |                                                                      |

#### Atlético Morelia - Tlaxcala
| 2 de diciembre de 2020 | Tlaxcala | 0:2 (0:2) | Atlético Morelia               | Estadio Tlahuicole, Tlaxcala                                       |                                                                    |
| 17:00 (UTC -6)         |          | Reporte   | 10' G. Acosta · 28' G. Ramírez | Asistencia: 0 espectadores Árbitro(s): Jesús Roberto Ruiz González | Asistencia: 0 espectadores Árbitro(s): Jesús Roberto Ruiz González |

| 5 de diciembre de 2020                | Atlético Morelia                  | 3:0 (3:0) (Global 5:0) | Tlaxcala | Estadio Morelos, Morelia                                          |                                                                   |
| 17:00 (UTC -6)                        | V. Milke 2' · G. Ramírez 19', 26' | Reporte                |          | Asistencia: 0 espectadores Árbitro(s): Edgar Allan Morales Olvera | Asistencia: 0 espectadores Árbitro(s): Edgar Allan Morales Olvera |
| Atlético Morelia avanzó a Semifinales |                                   |                        |          |                                                                   |                                                                   |

#### Tampico Madero - Zacatecas
| 2 de diciembre de 2020 | Mineros de Zacatecas           | 2:1 (1:1) | Tampico Madero | Estadio Carlos Vega Villalba, Zacatecas                 |                                                         |
| 19:00 (UTC -6)         | P. Pedraza 30' · M. Madrid 89' | Reporte   | 44' A. López   | Asistencia: 0 espectadores Árbitro(s): Áxel Meza Méndez | Asistencia: 0 espectadores Árbitro(s): Áxel Meza Méndez |

| 5 de diciembre de 2020              | Tampico Madero                  | 3:0 (3:0) (Global 4:2) | Mineros de Zacatecas | Estadio Tamaulipas, Tampico-Madero                              |                                                                 |
| 19:00 (UTC -6)                      | R. Lozano 1' · A. Ávila 2', 42' | Reporte                |                      | Asistencia: 0 espectadores Árbitro(s): Guillermo Pacheco Larios | Asistencia: 0 espectadores Árbitro(s): Guillermo Pacheco Larios |
| Tampico Madero avanzó a Semifinales |                                 |                        |                      |                                                                 |                                                                 |

### Semifinales

#### Celaya - Tampico Madero
| 9 de diciembre de 2020 | Tampico Madero | 1:0 (1:0) | Celaya | Estadio Tamaulipas, Tampico - Madero                               |                                                                    |
| 19:00 (UTC -6)         | D. de Buen 9'  | Reporte   |        | Asistencia: 0 espectadores Árbitro(s): Jesús Roberto Ruiz González | Asistencia: 0 espectadores Árbitro(s): Jesús Roberto Ruiz González |

| 12 de diciembre de 2020          | Celaya                           | 2:2 (1:1) (Global 2:3) | Tampico Madero                 | Estadio Miguel Alemán Valdés, Celaya                                       |                                                                            |
| 19:00 (UTC -6)                   | G. Martínez 25' · S. Vergara 67' | Reporte                | 23' D. Medina · 89' D. de Buen | Asistencia: 0 espectadores Árbitro(s): Abraham de Jesús Quirarte Contreras | Asistencia: 0 espectadores Árbitro(s): Abraham de Jesús Quirarte Contreras |
| Tampico Madero avanzó a la Final |                                  |                        |                                |                                                                            |                                                                            |

#### Atlante - Atlético Morelia
| 9 de diciembre de 2020 | Atlético Morelia | 1:1 (1:0) | Atlante         | Estadio Morelos, Morelia                                |                                                         |
| 21:05 (UTC -6)         | A. Tamay 21'     | Reporte   | 65' R. González | Asistencia: 0 espectadores Árbitro(s): Áxel Meza Méndez | Asistencia: 0 espectadores Árbitro(s): Áxel Meza Méndez |

| 12 de diciembre de 2020   | Atlante | 0:0 (Global 1:1) | Atlético Morelia | Estadio de la Ciudad de los Deportes, Ciudad de México         |                                                                |
| 21:05 (UTC -6)            |         | Reporte          |                  | Asistencia: 0 espectadores Árbitro(s): Luis Daniel Chávez León | Asistencia: 0 espectadores Árbitro(s): Luis Daniel Chávez León |
| Atlante avanzó a la Final |         |                  |                  |                                                                |                                                                |

### Final

#### Atlante - Tampico Madero
| 17 de diciembre de 2020 | Tampico Madero | 1:1 (1:0) | Atlante       | Estadio Tamaulipas, Tampico - Madero                            |                                                                 |
| 21:00 (UTC -6)          | J. Pérez 7'    | Reporte   | 59' J. García | Asistencia: 0 espectadores Árbitro(s): Guillermo Pacheco Larios | Asistencia: 0 espectadores Árbitro(s): Guillermo Pacheco Larios |

| 20 de diciembre de 2020                           | Atlante                       | 2:3 (0:0, 1:2) (t. s.)(Global 3:4) | Tampico Madero                       | Estadio de la Ciudad de los Deportes, Ciudad de México            |                                                                   |
| 20:00 (UTC -6)                                    | J. Sánchez 66' · J. Vega 106' | Reporte                            | 74', 112' F. Salas · 118' D. de Buen | Asistencia: 0 espectadores Árbitro(s): Edgar Allan Morales Olvera | Asistencia: 0 espectadores Árbitro(s): Edgar Allan Morales Olvera |
| Tampico Madero campeón del Torneo Guard1anes 2020 |                               |                                    |                                      |                                                                   |                                                                   |

##### Final - Ida
| 1     | POR   | Joel García      |     |
| 2     | DEF   | César Bernal     |     |
| 3     | DEF   | Oscar Manzanarez |     |
| 4     | DEF   | Gaddi Aguirre    |     |
| 16    | DEF   | Daniel Hernández |     |
| 17    | DEF   | Rivaldo Lozano   |     |
| 6     | MED   | Diego de Buen    |     |
| 10    | MED   | Andrés Ávila     |     |
| 12    | MED   | Diego Medina     | 32' |
| 14    | MED   | Joel Pérez       | 75' |
| 9     | DEL   | Antonio López    |     |
| D. T. | D. T. | Gerardo Espinoza |     |

| 20    | POR   | Humberto Hernández    |     |
| 3     | DEF   | Diego García          |     |
| 4     | DEF   | Jonathan Sánchez      |     |
| 6     | DEF   | Edson Partida         |     |
| 14    | DEF   | Rolando González      |     |
| 24    | DEF   | José García           |     |
| 8     | MED   | Ronaldo González      | 88' |
| 13    | MED   | Edgar Alaffita        |     |
| 22    | MED   | Jesús Venegas         |     |
| 26    | DEL   | Jonathan Vega         | 56' |
| 28    | DEL   | Luis García           |     |
| D. T. | D. T. | Mario García Covalles |     |

| 32 | Centrocampista | Kevin Lara   | 32' |
| 7  | Centrocampista | Daniel Lajud | 75' |

| 11 | Delantero      | Lizandro Echeverría | 56' |
| 10 | Centrocampista | Pablo Gómez         | 88' |

| 7' | Joel Pérez | 1:0 |

| 59' | José García | 1:1 |

| Principal  | Guillermo Pacheco Larios        |
| Asistentes | Jonathan Maximiliano Gómez      |
|            | Michel Ricardo Espinoza Ávalos  |
| Cuarto     | Jorge Abraham Camacho Peregrina |

|                   |   |   |
| Tiros a puerta    | 0 | 3 |
| Faltas            | 6 | 6 |
| Saques de esquina | 6 | 3 |
| Penaltis          | 0 | 0 |
| Fueras de juego   | 0 | 0 |

| Alineación inicial |

| 1     | POR   | Joel García      |     |
| 2     | DEF   | César Bernal     |     |
| 3     | DEF   | Oscar Manzanarez |     |
| 4     | DEF   | Gaddi Aguirre    |     |
| 16    | DEF   | Daniel Hernández |     |
| 17    | DEF   | Rivaldo Lozano   |     |
| 6     | MED   | Diego de Buen    |     |
| 10    | MED   | Andrés Ávila     |     |
| 12    | MED   | Diego Medina     | 32' |
| 14    | MED   | Joel Pérez       | 75' |
| 9     | DEL   | Antonio López    |     |
| D. T. | D. T. | Gerardo Espinoza |     |

| 20    | POR   | Humberto Hernández    |     |
| 3     | DEF   | Diego García          |     |
| 4     | DEF   | Jonathan Sánchez      |     |
| 6     | DEF   | Edson Partida         |     |
| 14    | DEF   | Rolando González      |     |
| 24    | DEF   | José García           |     |
| 8     | MED   | Ronaldo González      | 88' |
| 13    | MED   | Edgar Alaffita        |     |
| 22    | MED   | Jesús Venegas         |     |
| 26    | DEL   | Jonathan Vega         | 56' |
| 28    | DEL   | Luis García           |     |
| D. T. | D. T. | Mario García Covalles |     |

| 32 | Centrocampista | Kevin Lara   | 32' |
| 7  | Centrocampista | Daniel Lajud | 75' |

| 11 | Delantero      | Lizandro Echeverría | 56' |
| 10 | Centrocampista | Pablo Gómez         | 88' |

| 7' | Joel Pérez | 1:0 |

| 59' | José García | 1:1 |

| Principal  | Guillermo Pacheco Larios        |
| Asistentes | Jonathan Maximiliano Gómez      |
|            | Michel Ricardo Espinoza Ávalos  |
| Cuarto     | Jorge Abraham Camacho Peregrina |

|                   |   |   |
| Tiros a puerta    | 0 | 3 |
| Faltas            | 6 | 6 |
| Saques de esquina | 6 | 3 |
| Penaltis          | 0 | 0 |
| Fueras de juego   | 0 | 0 |

| Alineación inicial |

| 1     | POR   | Joel García      |     |
| 2     | DEF   | César Bernal     |     |
| 3     | DEF   | Oscar Manzanarez |     |
| 4     | DEF   | Gaddi Aguirre    |     |
| 16    | DEF   | Daniel Hernández |     |
| 17    | DEF   | Rivaldo Lozano   |     |
| 6     | MED   | Diego de Buen    |     |
| 10    | MED   | Andrés Ávila     |     |
| 12    | MED   | Diego Medina     | 32' |
| 14    | MED   | Joel Pérez       | 75' |
| 9     | DEL   | Antonio López    |     |
| D. T. | D. T. | Gerardo Espinoza |     |

| 20    | POR   | Humberto Hernández    |     |
| 3     | DEF   | Diego García          |     |
| 4     | DEF   | Jonathan Sánchez      |     |
| 6     | DEF   | Edson Partida         |     |
| 14    | DEF   | Rolando González      |     |
| 24    | DEF   | José García           |     |
| 8     | MED   | Ronaldo González      | 88' |
| 13    | MED   | Edgar Alaffita        |     |
| 22    | MED   | Jesús Venegas         |     |
| 26    | DEL   | Jonathan Vega         | 56' |
| 28    | DEL   | Luis García           |     |
| D. T. | D. T. | Mario García Covalles |     |

| 32 | Centrocampista | Kevin Lara   | 32' |
| 7  | Centrocampista | Daniel Lajud | 75' |

| 11 | Delantero      | Lizandro Echeverría | 56' |
| 10 | Centrocampista | Pablo Gómez         | 88' |

| 7' | Joel Pérez | 1:0 |

| 59' | José García | 1:1 |

| Principal  | Guillermo Pacheco Larios        |
| Asistentes | Jonathan Maximiliano Gómez      |
|            | Michel Ricardo Espinoza Ávalos  |
| Cuarto     | Jorge Abraham Camacho Peregrina |

|                   |   |   |
| Tiros a puerta    | 0 | 3 |
| Faltas            | 6 | 6 |
| Saques de esquina | 6 | 3 |
| Penaltis          | 0 | 0 |
| Fueras de juego   | 0 | 0 |

| Alineación inicial |

| 1     | POR   | Joel García      |     |
| 2     | DEF   | César Bernal     |     |
| 3     | DEF   | Oscar Manzanarez |     |
| 4     | DEF   | Gaddi Aguirre    |     |
| 16    | DEF   | Daniel Hernández |     |
| 17    | DEF   | Rivaldo Lozano   |     |
| 6     | MED   | Diego de Buen    |     |
| 10    | MED   | Andrés Ávila     |     |
| 12    | MED   | Diego Medina     | 32' |
| 14    | MED   | Joel Pérez       | 75' |
| 9     | DEL   | Antonio López    |     |
| D. T. | D. T. | Gerardo Espinoza |     |

| 20    | POR   | Humberto Hernández    |     |
| 3     | DEF   | Diego García          |     |
| 4     | DEF   | Jonathan Sánchez      |     |
| 6     | DEF   | Edson Partida         |     |
| 14    | DEF   | Rolando González      |     |
| 24    | DEF   | José García           |     |
| 8     | MED   | Ronaldo González      | 88' |
| 13    | MED   | Edgar Alaffita        |     |
| 22    | MED   | Jesús Venegas         |     |
| 26    | DEL   | Jonathan Vega         | 56' |
| 28    | DEL   | Luis García           |     |
| D. T. | D. T. | Mario García Covalles |     |

| 32 | Centrocampista | Kevin Lara   | 32' |
| 7  | Centrocampista | Daniel Lajud | 75' |

| 11 | Delantero      | Lizandro Echeverría | 56' |
| 10 | Centrocampista | Pablo Gómez         | 88' |

| 7' | Joel Pérez | 1:0 |

| 59' | José García | 1:1 |

| Principal  | Guillermo Pacheco Larios        |
| Asistentes | Jonathan Maximiliano Gómez      |
|            | Michel Ricardo Espinoza Ávalos  |
| Cuarto     | Jorge Abraham Camacho Peregrina |

|                   |   |   |
| Tiros a puerta    | 0 | 3 |
| Faltas            | 6 | 6 |
| Saques de esquina | 6 | 3 |
| Penaltis          | 0 | 0 |
| Fueras de juego   | 0 | 0 |

| Alineación inicial |

##### Final - Vuelta
| 20    | POR   | Humberto Hernández    |      |
| 4     | DEF   | Jonathan Sánchez      |      |
| 6     | DEF   | Edson Partida         | 18'  |
| 14    | DEF   | Rolando González      |      |
| 24    | DEF   | José García           |      |
| 8     | MED   | Ronaldo González      | 114' |
| 10    | MED   | Pablo Gómez           | 86'  |
| 13    | MED   | Edgar Alaffita        |      |
| 22    | MED   | Jesús Venegas         |      |
| 11    | DEL   | Lizandro Echeverría   | 68'  |
| 28    | DEL   | Luis García           |      |
| D. T. | D. T. | Mario García Covalles |      |

| 1     | POR   | Joel García      |     |
| 2     | DEF   | César Bernal     |     |
| 3     | DEF   | Oscar Manzanarez |     |
| 4     | DEF   | Gaddi Aguirre    |     |
| 16    | DEF   | Daniel Hernández | 90' |
| 17    | DEF   | Rivaldo Lozano   |     |
| 6     | MED   | Diego de Buen    |     |
| 10    | MED   | Andrés Ávila     |     |
| 14    | MED   | Joel Pérez       | 45' |
| 29    | MED   | Kevin Lara       | 70' |
| 11    | DEL   | Antonio López    | 87' |
| D. T. | D. T. | Gerardo Espinoza |     |

| 7  | Defensa        | Carlos López       | 18'  |
| 26 | Delantero      | Jonathan Vega      | 68'  |
| 29 | Centrocampista | Duilio Tejeda      | 86'  |
| 9  | Delantero      | Vladimir Moragrega | 114' |

| 7  | Centrocampista | Daniel Lajud  | 45' |
| 31 | Centrocampista | Fabián Salas  | 70' |
| 26 | Centrocampista | Manuel López  | 87' |
| 13 | Defensa        | Carlos Robles | 90' |

| 66' · 106' | Jonathan Sánchez Jonathan Vega | 1:0 2:1 |

| 74' · 112' · 118' | Fabián Salas Diego de Buen | 1:1 2:2 2:3 |

| 93' · 108' | Mario García Covalles Jonathan Vega |

| 93' | Gerardo Espinoza |

| Principal  | Edgar Allan Morales Olvera          |
| Asistentes | Michel Caballero García             |
|            | Jéssica Fernanda Morales Morales    |
| Cuarto     | Abraham de Jesús Quirarte Contreras |

|                   |    |    |
| Tiros a puerta    | 1  | 1  |
| Faltas            | 11 | 12 |
| Saques de esquina | 3  | 4  |
| Penaltis          | 0  | 1  |
| Fueras de juego   | 1  | 0  |

| Alineación inicial |

| 20    | POR   | Humberto Hernández    |      |
| 4     | DEF   | Jonathan Sánchez      |      |
| 6     | DEF   | Edson Partida         | 18'  |
| 14    | DEF   | Rolando González      |      |
| 24    | DEF   | José García           |      |
| 8     | MED   | Ronaldo González      | 114' |
| 10    | MED   | Pablo Gómez           | 86'  |
| 13    | MED   | Edgar Alaffita        |      |
| 22    | MED   | Jesús Venegas         |      |
| 11    | DEL   | Lizandro Echeverría   | 68'  |
| 28    | DEL   | Luis García           |      |
| D. T. | D. T. | Mario García Covalles |      |

| 1     | POR   | Joel García      |     |
| 2     | DEF   | César Bernal     |     |
| 3     | DEF   | Oscar Manzanarez |     |
| 4     | DEF   | Gaddi Aguirre    |     |
| 16    | DEF   | Daniel Hernández | 90' |
| 17    | DEF   | Rivaldo Lozano   |     |
| 6     | MED   | Diego de Buen    |     |
| 10    | MED   | Andrés Ávila     |     |
| 14    | MED   | Joel Pérez       | 45' |
| 29    | MED   | Kevin Lara       | 70' |
| 11    | DEL   | Antonio López    | 87' |
| D. T. | D. T. | Gerardo Espinoza |     |

| 7  | Defensa        | Carlos López       | 18'  |
| 26 | Delantero      | Jonathan Vega      | 68'  |
| 29 | Centrocampista | Duilio Tejeda      | 86'  |
| 9  | Delantero      | Vladimir Moragrega | 114' |

| 7  | Centrocampista | Daniel Lajud  | 45' |
| 31 | Centrocampista | Fabián Salas  | 70' |
| 26 | Centrocampista | Manuel López  | 87' |
| 13 | Defensa        | Carlos Robles | 90' |

| 66' · 106' | Jonathan Sánchez Jonathan Vega | 1:0 2:1 |

| 74' · 112' · 118' | Fabián Salas Diego de Buen | 1:1 2:2 2:3 |

| 93' · 108' | Mario García Covalles Jonathan Vega |

| 93' | Gerardo Espinoza |

| Principal  | Edgar Allan Morales Olvera          |
| Asistentes | Michel Caballero García             |
|            | Jéssica Fernanda Morales Morales    |
| Cuarto     | Abraham de Jesús Quirarte Contreras |

|                   |    |    |
| Tiros a puerta    | 1  | 1  |
| Faltas            | 11 | 12 |
| Saques de esquina | 3  | 4  |
| Penaltis          | 0  | 1  |
| Fueras de juego   | 1  | 0  |

| Alineación inicial |

| 20    | POR   | Humberto Hernández    |      |
| 4     | DEF   | Jonathan Sánchez      |      |
| 6     | DEF   | Edson Partida         | 18'  |
| 14    | DEF   | Rolando González      |      |
| 24    | DEF   | José García           |      |
| 8     | MED   | Ronaldo González      | 114' |
| 10    | MED   | Pablo Gómez           | 86'  |
| 13    | MED   | Edgar Alaffita        |      |
| 22    | MED   | Jesús Venegas         |      |
| 11    | DEL   | Lizandro Echeverría   | 68'  |
| 28    | DEL   | Luis García           |      |
| D. T. | D. T. | Mario García Covalles |      |

| 1     | POR   | Joel García      |     |
| 2     | DEF   | César Bernal     |     |
| 3     | DEF   | Oscar Manzanarez |     |
| 4     | DEF   | Gaddi Aguirre    |     |
| 16    | DEF   | Daniel Hernández | 90' |
| 17    | DEF   | Rivaldo Lozano   |     |
| 6     | MED   | Diego de Buen    |     |
| 10    | MED   | Andrés Ávila     |     |
| 14    | MED   | Joel Pérez       | 45' |
| 29    | MED   | Kevin Lara       | 70' |
| 11    | DEL   | Antonio López    | 87' |
| D. T. | D. T. | Gerardo Espinoza |     |

| 7  | Defensa        | Carlos López       | 18'  |
| 26 | Delantero      | Jonathan Vega      | 68'  |
| 29 | Centrocampista | Duilio Tejeda      | 86'  |
| 9  | Delantero      | Vladimir Moragrega | 114' |

| 7  | Centrocampista | Daniel Lajud  | 45' |
| 31 | Centrocampista | Fabián Salas  | 70' |
| 26 | Centrocampista | Manuel López  | 87' |
| 13 | Defensa        | Carlos Robles | 90' |

| 66' · 106' | Jonathan Sánchez Jonathan Vega | 1:0 2:1 |

| 74' · 112' · 118' | Fabián Salas Diego de Buen | 1:1 2:2 2:3 |

| 93' · 108' | Mario García Covalles Jonathan Vega |

| 93' | Gerardo Espinoza |

| Principal  | Edgar Allan Morales Olvera          |
| Asistentes | Michel Caballero García             |
|            | Jéssica Fernanda Morales Morales    |
| Cuarto     | Abraham de Jesús Quirarte Contreras |

|                   |    |    |
| Tiros a puerta    | 1  | 1  |
| Faltas            | 11 | 12 |
| Saques de esquina | 3  | 4  |
| Penaltis          | 0  | 1  |
| Fueras de juego   | 1  | 0  |

| Alineación inicial |

| 20    | POR   | Humberto Hernández    |      |
| 4     | DEF   | Jonathan Sánchez      |      |
| 6     | DEF   | Edson Partida         | 18'  |
| 14    | DEF   | Rolando González      |      |
| 24    | DEF   | José García           |      |
| 8     | MED   | Ronaldo González      | 114' |
| 10    | MED   | Pablo Gómez           | 86'  |
| 13    | MED   | Edgar Alaffita        |      |
| 22    | MED   | Jesús Venegas         |      |
| 11    | DEL   | Lizandro Echeverría   | 68'  |
| 28    | DEL   | Luis García           |      |
| D. T. | D. T. | Mario García Covalles |      |

| 1     | POR   | Joel García      |     |
| 2     | DEF   | César Bernal     |     |
| 3     | DEF   | Oscar Manzanarez |     |
| 4     | DEF   | Gaddi Aguirre    |     |
| 16    | DEF   | Daniel Hernández | 90' |
| 17    | DEF   | Rivaldo Lozano   |     |
| 6     | MED   | Diego de Buen    |     |
| 10    | MED   | Andrés Ávila     |     |
| 14    | MED   | Joel Pérez       | 45' |
| 29    | MED   | Kevin Lara       | 70' |
| 11    | DEL   | Antonio López    | 87' |
| D. T. | D. T. | Gerardo Espinoza |     |

| 7  | Defensa        | Carlos López       | 18'  |
| 26 | Delantero      | Jonathan Vega      | 68'  |
| 29 | Centrocampista | Duilio Tejeda      | 86'  |
| 9  | Delantero      | Vladimir Moragrega | 114' |

| 7  | Centrocampista | Daniel Lajud  | 45' |
| 31 | Centrocampista | Fabián Salas  | 70' |
| 26 | Centrocampista | Manuel López  | 87' |
| 13 | Defensa        | Carlos Robles | 90' |

| 66' · 106' | Jonathan Sánchez Jonathan Vega | 1:0 2:1 |

| 74' · 112' · 118' | Fabián Salas Diego de Buen | 1:1 2:2 2:3 |

| 93' · 108' | Mario García Covalles Jonathan Vega |

| 93' | Gerardo Espinoza |

| Principal  | Edgar Allan Morales Olvera          |
| Asistentes | Michel Caballero García             |
|            | Jéssica Fernanda Morales Morales    |
| Cuarto     | Abraham de Jesús Quirarte Contreras |

|                   |    |    |
| Tiros a puerta    | 1  | 1  |
| Faltas            | 11 | 12 |
| Saques de esquina | 3  | 4  |
| Penaltis          | 0  | 1  |
| Fueras de juego   | 1  | 0  |

| Alineación inicial |

| Campeón Guard1anes 2020 |
| ----------------------- |
|                         |
| Tampico Madero          |
| 1.º Título              |

## Tabla de cocientes
Al igual que en la Liga MX el descenso fue suspendido para la temporada 2020-21, sin embargo, de acuerdo con el Artículo 24 del reglamento de competencia, los tres clubes que ocupen los últimos lugares de la tabla de cocientes deberán pagar la multa correspondiente de acuerdo con el reparto establecido: $MXN 1.5 millones el último lugar; $MXN 1 millón el penúltimo; y $MXN 500 mil el antepenúltimo puesto de la tabla. Los clubes filiales (Pumas Tabasco y Tapatío), además de los dos invitados de la Liga Premier (Tepatitlán y Tlaxcala) quedan exentos de pagar la multa, sin embargo, si un equipo de los citados finaliza en esas posiciones, no habrá recorrido en la tabla y esa multa no será pagada por ningún otro equipo.
- Fecha de actualización: 19 de noviembre de 2020

| Pos. | Equipo           | A18               | C19               | A19               | C20               | G20 | Puntos | A18J              | C19J              | A19J              | C20J              | G20J | Juegos | DG  | Cociente |
| ---- | ---------------- | ----------------- | ----------------- | ----------------- | ----------------- | --- | ------ | ----------------- | ----------------- | ----------------- | ----------------- | ---- | ------ | --- | -------- |
| 1    | Zacatecas        | 35                | 25                | 14                | 20                | 23  | 114    | 14                | 14                | 11                | 8                 | 15   | 62     | 5   | 1.8387   |
| 2    | Atlante          | 30                | 17                | 20                | 11                | 28  | 106    | 14                | 14                | 11                | 8                 | 15   | 62     | 11  | 1.7097   |
| 3    | Cimarrones       | 25                | 22                | 15                | 8                 | 28  | 98     | 14                | 14                | 11                | 8                 | 15   | 62     | 9   | 1.5806   |
| 4    | Tepatitlán       | Liga Premier MX   | Liga Premier MX   | Liga Premier MX   | Liga Premier MX   | 23  | 23     | Liga Premier MX   | Liga Premier MX   | Liga Premier MX   | Liga Premier MX   | 15   | 15     | 5   | 1.5333   |
| 5    | Tampico Madero   | 0                 | 0                 | 17                | 12                | 23  | 52     | 0                 | 0                 | 11                | 8                 | 15   | 34     | 2   | 1.5294   |
| 6    | Atlético Morelia | 13                | 22                | 19                | 13                | 26  | 93     | 14                | 14                | 11                | 8                 | 15   | 62     | 6   | 1.5000   |
| 7    | Tapatío          | Sin Participación | Sin Participación | Sin Participación | Sin Participación | 21  | 21     | Sin Participación | Sin Participación | Sin Participación | Sin Participación | 15   | 15     | 6   | 1.4000   |
| 8    | Celaya           | 8                 | 18                | 12                | 13                | 32  | 83     | 14                | 14                | 11                | 8                 | 15   | 62     | 11  | 1.3387   |
| 9    | Oaxaca           | 22                | 19                | 21                | 6                 | 13  | 81     | 14                | 14                | 11                | 8                 | 15   | 62     | -10 | 1.3065   |
| 10   | Leones Negros    | 18                | 17                | 15                | 13                | 13  | 76     | 14                | 14                | 11                | 8                 | 15   | 62     | -4  | 1.2258   |
| 11   | Dorados          | 22                | 20                | 14                | 5                 | 14  | 75     | 14                | 14                | 11                | 8                 | 15   | 62     | -9  | 1.2097   |
| 12   | Tlaxcala         | Liga Premier MX   | Liga Premier MX   | Liga Premier MX   | Liga Premier MX   | 18  | 18     | Liga Premier MX   | Liga Premier MX   | Liga Premier MX   | Liga Premier MX   | 15   | 15     | -9  | 1.2000   |
| 13   | Correcaminos     | 15                | 17                | 10                | 16                | 13  | 71     | 14                | 14                | 11                | 8                 | 15   | 62     | -11 | 1.1451   |
| 14   | Cancún           | 12                | 15                | 13                | 3                 | 24  | 67     | 14                | 14                | 11                | 8                 | 15   | 62     | 5   | 1.0806   |
| 15   | Venados          | 9                 | 20                | 8                 | 13                | 16  | 66     | 14                | 14                | 11                | 8                 | 15   | 62     | -7  | 1.0645   |
| 16   | Pumas Tabasco    | Sin Participación | Sin Participación | Sin Participación | Sin Participación | 14  | 14     | Sin Participación | Sin Participación | Sin Participación | Sin Participación | 15   | 15     | -10 | 0.9333   |

## Estadísticas

### Clasificación juego limpio
- Datos según la página oficial.
- Fecha de actualización: 19 de noviembre de 2020

| Lugar                                | Club                                 |          |          |          | Puntos   |
| ------------------------------------ | ------------------------------------ | -------- | -------- | -------- | -------- |
| 1                                    | Tampico Madero                       | 31       | 0        | 0        | 31       |
| 2                                    | Correcaminos                         | 32       | 0        | 0        | 32       |
| 3                                    | Dorados                              | 30       | 1        | 0        | 33       |
| 4                                    | Cimarrones                           | 23       | 3        | 2        | 38       |
| 5                                    | Tepatitlán                           | 32       | 0        | 2        | 38       |
| 6                                    | Oaxaca                               | 32       | 1        | 1        | 38       |
| 7                                    | Tlaxcala                             | 27       | 2        | 2        | 39       |
| 8                                    | Venados                              | 33       | 0        | 2        | 39       |
| 9                                    | Zacatecas                            | 39       | 0        | 1        | 42       |
| 10                                   | Atlético Morelia                     | 41       | 1        | 0        | 44       |
| 11                                   | Cancún                               | 35       | 2        | 1        | 44       |
| 12                                   | Tapatío                              | 38       | 0        | 2        | 44       |
| 13                                   | Leones Negros                        | 36       | 0        | 3        | 45       |
| 14                                   | Atlante                              | 33       | 3        | 2        | 48       |
| 15                                   | Pumas Tabasco                        | 38       | 0        | 5        | 53       |
| 16                                   | Celaya                               | 53       | 1        | 2        | 62       |
| Primera Tarjeta Amarilla             | Primera Tarjeta Amarilla             | 1 punto  | 1 punto  | 1 punto  | 1 punto  |
| Segunda Tarjeta Amarilla y Expulsión | Segunda Tarjeta Amarilla y Expulsión | 3 puntos | 3 puntos | 3 puntos | 3 puntos |
| Tarjeta Roja Directa                 | Tarjeta Roja Directa                 | 3 puntos | 3 puntos | 3 puntos | 3 puntos |

### Máximos goleadores
Lista con los máximos goleadores del torneo.
- Datos según la página oficial.

Fecha de actualización: 19 de noviembre de 2020
| Posición | Jugador                | Club             | Goles | Min. | Frec.       |
| -------- | ---------------------- | ---------------- | ----- | ---- | ----------- |
| 1º       | Guillermo Martínez     | Celaya           | 7     | 1236 | 176.57 min. |
| =        | Lizandro Echeverría    | Atlante          | 7     | 1065 | 152.14 min. |
| =        | Gustavo Adrián Ramírez | Atlético Morelia | 7     | 1255 | 179.29 min. |
| =        | Jesús Alberto Alvarado | Correcaminos     | 7     | 1188 | 169.71 min. |
| 5º       | Eduardo Pérez          | Atlético Morelia | 6     | 1003 | 167.17 min. |
| =        | Juan José Calero       | Zacatecas        | 6     | 562  | 93.67 min.  |
| =        | José Raúl Zúñiga       | Dorados          | 6     | 1092 | 182 min.    |
| 8º       | Luis Arcadio García    | Atlante          | 5     | 1079 | 215.8 min.  |
| =        | Óscar Villa            | Cimarrones       | 5     | 573  | 114.6 min.  |
| =        | Ángel Adán López       | Cimarrones       | 5     | 1283 | 256.6 min.  |
| =        | Miguel Ángel Vallejo   | Cimarrones       | 5     | 1327 | 265.4 min.  |
| =        | Luis Hernández         | Zacatecas        | 5     | 1350 | 270 min.    |
| =        | David Angulo           | Tepatitlán       | 5     | 628  | 125.6 min.  |
| =        | Oscar Macías           | Tapatío          | 5     | 875  | 175 min.    |
| =        | Franco Arizala         | Oaxaca           | 5     | 765  | 153 min.    |

#### Tripletes o más
| Jugador      | Local      | Resultado | Visita        | Goles       | Fecha           | Jornada |
| ------------ | ---------- | --------- | ------------- | ----------- | --------------- | ------- |
| David Angulo | Tepatitlán | 3 - 2     | Leones Negros | 56' 64' 90' | 17 de noviembre | 15      |